# 布列塔尼高等法院

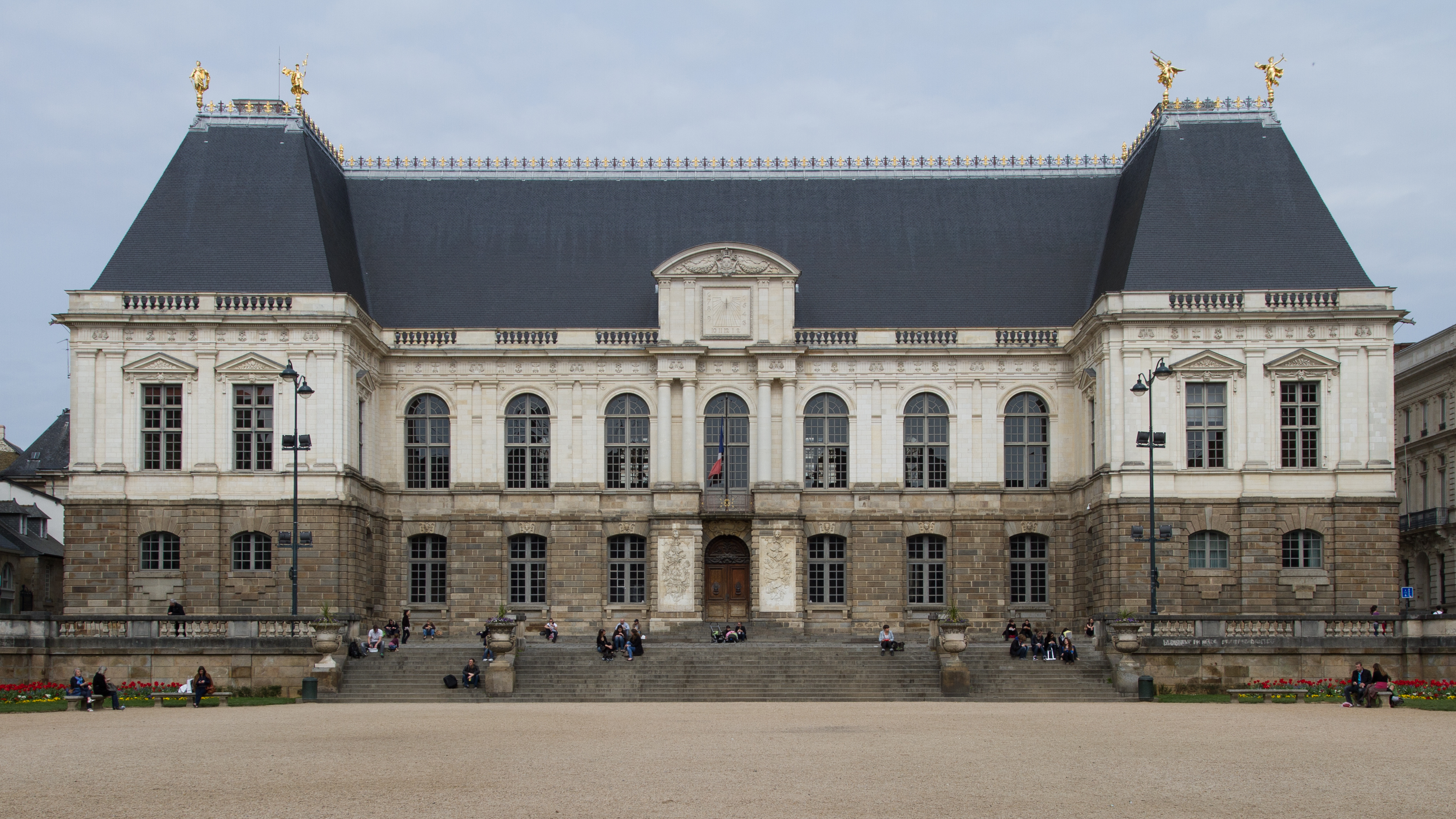
布列塔尼高等法院正面

布列塔尼高等法院（法語：Parlement de Bretagne）是舊制度時期的高等法院，位於法國雷恩市。原先高等法院所在的建筑是现在是雷恩市的上诉法院。

## 旧制度时期的高等法院
正如1789年前被废除的那些高等法院一样，布列塔尼高等法院也是最高法院之一，其主要职能就是判决来自于下级司法辖区的上诉。高等法院也拥有有限的立法权，并声称在皇家特权方面有自治权。布列塔尼的贵族热衷于维护布列塔尼省的种种权利，即布列塔尼自由权（libertés bretonnes）。这些权利是在与法国的联合条约下被维系的。而且布列塔尼高等法院也经常会使用它们。对王权的抵抗，加上保卫自身和贵族的权利，都是十分普遍的。由于布列塔尼三级会议里满是有着相同利益的人，它也不可避免地与布列塔尼高等法院联合了起来，一同保护自己的权利。